# Шварценберг (Брегенцервальд)
Шварценберг (нем. Schwarzenberg) — коммуна в Австрии, в федеральной земле Форарльберг.
Шварценберг входит в состав округа Брегенц, и является значительной местностью Брегенцского леса. Площадь общины составляет 25,76 км², население — 1823 человека (1 января 2021), плотность населения — 71 чел./км². Официальный код — 80236.

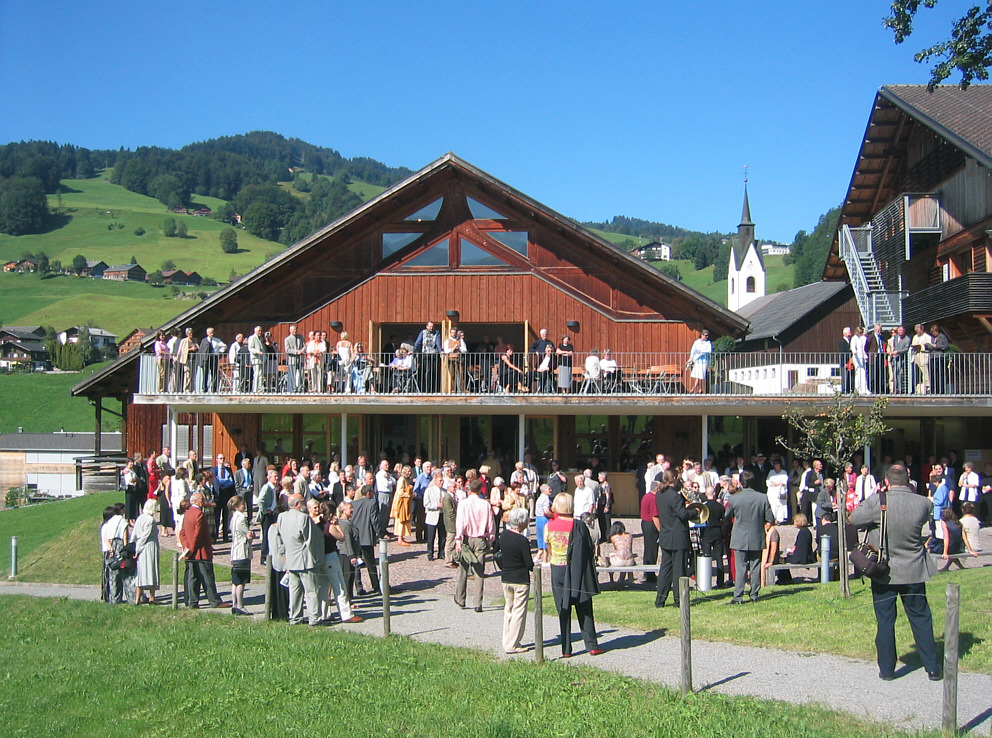
Шварценберг (Брегенцервальд)

## Население
| Год  | Численность |
| ---- | ----------- |
| 1869 | 1300        |
| 1889 | 1105        |
| 1890 | 1214        |
| 1900 | 1233        |
| 1910 | 1209        |
| 1923 | 1181        |
| 1934 | 1258        |
| 1939 | 1262        |
| 1951 | 1333        |
| 1961 | 1283        |
| 1971 | 1430        |
| 1981 | 1470        |
| 1991 | 1576        |
| 2001 | 1669        |
| 2011 | 1806        |
| 2021 | 1823        |

## Политическая ситуация
Бургомистр коммуны — Армин Берхтольд по результатам выборов 2005 года.
Совет представителей коммуны (нем. Gemeinderat) состоит из 18 мест.
- местный список: 17 мест.
- местный список: одно место.